# Necedah
Necedah is een plaats (village) in de Amerikaanse staat Wisconsin, en valt bestuurlijk gezien onder Juneau County.

## Demografie
Bij de volkstelling in 2000 werd het aantal inwoners vastgesteld op 888. In 2006 is het aantal inwoners door het United States Census Bureau geschat op 857, een daling van 31 (-3,5%).

## Geografie
Volgens het United States Census Bureau beslaat de plaats een oppervlakte van 7,7 km², waarvan 6,9 km² land en 0,8 km² water.

## Plaatsen in de nabije omgeving
De onderstaande figuur toont nabijgelegen plaatsen in een straal van 24 km rond Necedah.